# Houston (Renfrewshire)
Houston ist eine Ortschaft im Zentrum des schottischen Renfrewshire. Sie liegt etwa acht Kilometer nordwestlich von Paisley und 16 km südöstlich von Greenock. Houston ist mit den beiden Nachbarortschaften Crosslee und Craigends verwachsen. Die in Houston befindliche Houston and Kilellan Parish Church ist als Denkmal der Kategorie B geschützt. Die dort befindlichen Statuen sind in der höchsten schottischen Denkmalkategorie A gelistet.

## Geschichte
Die Ortsbezeichnung leitet sich von Hew’s Town ab und geht auf eine Burg von Hugo de Kilpeter zurück. Im Jahre 1781 wurden Teile der Burganlage eingerissen und die alte Ortschaft aufgegeben. Zur selben Zeit wurde am heutigen Standort eine neue Siedlung bestehend aus 35 Häusern entlang zweier sich kreuzender Straßen aufgebaut. Später siedelten sich Wollspinnereien in Houston an.
Während im Jahre 1841 noch 613 Personen in Houston lebten, war die Einwohnerzahl bis 1971 nur leicht auf 658 gestiegen. Im Jahre 2011 lebten 6396 Personen in Houston.

## Verkehr
Houston ist über eine Nebenstraße der A761 an das Fernstraßennetz angebunden. Bereits Mitte des 19. Jahrhunderts schloss die Glasgow and South Western Railway Houston mit einem eigenen Bahnhof an der Bridge of Weir Railway an das Schienennetz an. Später folgte ein zweiter Bahnhof an der Glasgow, Paisley and Greenock Railway der Caledonian Railway. Beide lagen jedoch außerhalb der Ortschaft, sodass nur geringe Wachstumsimpulse von dem Anschluss ausgingen. Die Bahnhöfe wurden zwischenzeitlich beide aufgegeben. Der internationale Flughafen von Glasgow liegt sieben Kilometer östlich. Bis 1966 war der südlich von Renfrew gelegene Renfrew Airport in Betrieb.

## Persönlichkeiten
- Andy McGhee (* 1943), Radrennfahrer
- Miller Anderson (* 1945), Rockmusiker